# Lista uzbrojenia i sprzętu bojowego Wojsk Lądowych
Zasugerowano, aby zintegrować ten artykuł z artykułem Lista uzbrojenia i wyposażenia indywidualnego żołnierza wojsk lądowych Wojska Polskiego (dyskusja). Nie opisano powodu propozycji integracji.
Lista uzbrojenia i sprzętu bojowego używanego przez Wojska Lądowe Sił Zbrojnych RP.

## Broń indywidualna

### Hełmy
| Zdjęcie | Nazwa                   | Pochodzenie | Wersja              | Liczba        | Uwagi                                                                                              |
| ------- | ----------------------- | ----------- | ------------------- | ------------- | -------------------------------------------------------------------------------------------------- |
|         | Hełm HP-05              | Polska      | HP-05               | 50 000/93 000 | Zamówiono dodatkowe 10 000 hełmów.                                                                 |
|         | Hełm HB-04              | Polska      | HB-04               | Brak danych   | Jest na wyposażeniu załóg samobieżnych haubic Krab oraz moździerza samobieżnego M120K Rak.         |
|         | Hełm HBT-02             | Polska      | HBT-02              | Brak danych   | HBT-02 ma zastąpić starsze modele używane przez Wojsko Polskie.                                    |
|         | Hełm wz. 2005           | Polska      | wz. 2005            | ?/84 000      | W marcu 2023 roku zakupiono 84 tysięcy hełmów.                                                     |
|         | Hełm HA-03              | Polska      | HA-03               | +2000         | Hełm jest używany przez 6 Brygadę Powietrznodesantowej oraz przez 25 Brygadę Kawalerii Powietrznej |
|         | Hełmofon czołgowy HC-98 | Polska      | HC-98 HCL-98 HCZ-98 | Brak danych   | Używany przez czołgistów, na wozach T-72/PT-91 oraz Leopard 2.                                     |

### Maski przeciwgazowe i komplety filtracyjne
| Zdjęcie | Nazwa                    | Pochodzenie | Wersja           | Liczba   | Uwagi                     |
| ------- | ------------------------ | ----------- | ---------------- | -------- | ------------------------- |
|         | Maska przeciwgazowa MP-5 | Polska      | MP-5             | ~110 000 |                           |
|         | Maska przeciwgazowa MP-6 | Polska      | MP-6 MP-6 Apollo | ~28,400  | Zakupiono ~28,400 w 2012. |
|         | FOO-1                    | Polska      | FOO-1            | ~25,500  |                           |

### Kamuzflaże
| Zdjęcie | Nazwa           | Pochodzenie | Wersja                           | Liczba      | Uwagi                   |
| ------- | --------------- | ----------- | -------------------------------- | ----------- | ----------------------- |
|         | Kamuflaż wz. 93 | Polska      | 124P/MON 124L/MON wz. 93 Pantera | Brak danych | Standardowy kamuflaż    |
|         | Lampart         | Polska      | Lampart                          | Brak danych | Zastąpi wz.1993 Panterę |

### Broń biała
| Zdjęcie | Nazwa               | Pochodzenie | Wersja               | Liczba      | Uwagi |
| ------- | ------------------- | ----------- | -------------------- | ----------- | ----- |
|         | Bagnet 6H4          | ZSRR        | 6H4                  | Brak danych |       |
|         | Nóż wojskowy wz. 92 | Polska      | wz. 92               | Brak danych |       |
|         | Nóż wojskowy wz. 98 | Polska      | wz. 98wz. 98Awz. 98Z | Brak danych |       |

### Pistolety
| Zdjęcie | Nazwa        | Pochodzenie | Wersja           | Liczba      | Uwagi                                                                    |
| ------- | ------------ | ----------- | ---------------- | ----------- | ------------------------------------------------------------------------ |
|         | P-83 „Wanad” | Polska      | P-83 Wanad       | Brak danych | 9 × 18 mm PM. Zastępowany przez pistolety na nabój 9 × 19 mm Parabellum. |
|         | WIST-94      | Polska      | WIST-94 WIST-94L | Brak danych | 9 × 19 mm Parabellum.                                                    |
|         | VIS 100      | Polska      | VIS 100          | ~20 000     | 9 × 19 mm Parabellum. Zamówiono 48 tys. kompletów pistoletów VIS 100.    |

### Pistolety maszynowe
| Zdjęcie | Nazwa           | Pochodzenie | Wersja       | Liczba      | Uwagi                             |
| ------- | --------------- | ----------- | ------------ | ----------- | --------------------------------- |
|         | PM-84 Glauberyt | Polska      | PM-84P PM-98 | Brak danych | 9 × 19 mm Parabellum 9 × 18 mm PM |

### Strzelby gładkolufowe
| Zdjęcie | Nazwa        | Pochodzenie       | Wersja | Liczba      | Uwagi     |
| ------- | ------------ | ----------------- | ------ | ----------- | --------- |
|         | Mossberg 500 | Stany Zjednoczone | M590   | Brak danych | 12 gauge. |

### Karabinki automatyczne
| Zdjęcie                                                         | Nazwa        | Pochodzenie | Wersja                                    | Liczba          | Uwagi                                                             |
| --------------------------------------------------------------- | ------------ | ----------- | ----------------------------------------- | --------------- | ----------------------------------------------------------------- |
| Kbs wz. 96 Beryl A · Kbs wz. 96 Beryl C · Kbs wz. 96 Mini-Beryl | wz. 96 Beryl | Polska      | wz. 96 Awz. 96 Bwz. 96 Cwz. 96 Mini-Beryl | 86 500          | 5,56 × 45 mm.                                                     |
|                                                                 | MSBS Grot    | Polska      | R20 FB-M1C16 FB-M1C16 FB-M2               | 64029 69123 809 | 5,56 × 45 mm. Zamówiono łącznie ok. 250 tys. kompletów karabinków |

### Karabiny wyborowe
| Zdjęcie | Nazwa      | Pochodzenie   | Wersja                           | Liczba     | Uwagi                           |
| ------- | ---------- | ------------- | -------------------------------- | ---------- | ------------------------------- |
|         | SWD        | ZSRR · Polska | SWDSWD-M                         | ~1 100 158 | 7,62 × 54 mm R.                 |
|         | Grot 7,62N | Polska        | MSBS Grot 762N                   | 250        | 7,62 × 51 mm NATO.              |
|         | Sako TRG   | Finlandia     | TRG-21TRG-22TRG M10              | 40 206 150 | 7,62 × 51 mm NATO. 8,6 × 70 mm. |
|         | Bor        | Polska        | Bor Alex-338 Alex Tactical Sport | 853        | 7,62 × 51 mm NATO.              |
|         | Tor        | Polska        | WKW Wilk                         | 80         | 12,7 × 99 mm NATO.              |

### Uniwersalne karabiny maszynowe
| Zdjęcie | Nazwa        | Pochodzenie       | Wersja                      | Liczba      | Uwagi                                                                                                  |
| ------- | ------------ | ----------------- | --------------------------- | ----------- | --- |
|         | PKM          | ZSRR · Polska     | PKPKMPKTPKSPKMSPKMSNPKMSN-1 | Brak danych | 7,62 × 54 mm R.                                                                                        |
|         | UKM wz. 2000 | Polska            | UKM-2000PUKM-2000CUKM-2000D | Brak danych | 7,62 × 51 mm NATO.                                                                                     |
|         | MG3          | RFN               | MG3A1                       | Brak danych | 7,62 × 51 mm NATO. Na wyposażeniu czołgów Leopard 2 i wozów zabezpieczenia technicznego Bergepanzer 2. |
|         | M240         | Stany Zjednoczone | M240M240C                   | 116500      | 7,62 × 51 mm NATO. Na wyposażeniu czołgów M1 Abrams.                                                   |
|         | M134 Minigun | Stany Zjednoczone | M134G                       | 10          | 7,62 × 51 mm NATO. Na wyposażeniu śmigłowców Mi-17-1W jako broń pokładowa.                             |

### Wielkokalibrowe karabiny maszynowe
| Zdjęcie | Nazwa     | Pochodzenie           | Wersja      | Liczba      | Uwagi                                                     |
| ------- | --------- | --------------------- | ----------- | ----------- | --------------------------------------------------------- |
|         | DSzKM     | ZSRR · Czechosłowacja | DSzKM       | ~160        | 12,7 × 108 mm. Na wyposażeniu Armatohaubicy wz. 1977 Dana |
|         | NSW       | ZSRR · Polska         | –           | Brak danych | 12,7 × 108 mm. Na wyposażeniu czołgów T-72, PT-91 Twardy  |
|         | WKM-B     | Polska                | WKM-BWKM-Bz | ~4508       | 12,7 × 99 mm NATO.                                        |
|         | M2        | Stany Zjednoczone     | M2          | 392         | 12,7 × 99 mm NATO. Na wyposażeniu czołgów M1 Abrams.      |
|         | Daewoo K6 | Korea Południowa      | Daewoo K6   | ~133        | 12,7 × 99 mm NATO. Na wyposażeniu czołgów K2.             |

### Granaty i miny
| Zdjęcie | Nazwa             | Pochodzenie   | Wersja                  | Liczba      | Uwagi                                  |
| ------- | ----------------- | ------------- | ----------------------- | ----------- | -------------------------------------- |
|         | Granaty nasadkowe | Polska        | GNPO NGZ-93 NGD-93 NGOS | Brak danych |                                        |
|         | UGD-200           | Polska        | UGD-200                 | Brak danych | 200 g                                  |
|         | RGZ-89            | Polska        | RGZ-89                  | Brak danych | 330 g (nieuzbrojony) 380 g (uzbrojony) |
|         | CGR-42A           | Polska        | CGR-42A                 | Brak danych | 385 g (uzbrojony)                      |
|         | RG-42             | ZSRR          | RG-42                   | Brak danych | 400 g (uzbrojony)                      |
|         | RGD-2             | ZSRR · Polska | RGD-2B RGD-2CZ          | Brak danych | 500 g                                  |
|         | RGO-88            | Polska        | RGO-88                  | Brak danych | 500 g (uzbrojony)                      |
|         | F-1               | ZSRR · Polska | F-1                     | Brak danych | 400 g (nieuzbrojony) 700 g (uzbrojony) |
|         | TM-62M            | ZSRR · Polska | TM-62M TM-62P           | Brak danych | 7,0 kg TNT                             |
|         | MPB               | Polska        | MPB-ZN                  | Brak danych |                                        |
|         | MPP-B             | Polska        | MPP-B                   | Brak danych | 8.1 kg TNT                             |

### Granatniki
| Zdjęcie | Nazwa       | Pochodzenie                  | Wersja                | Liczba           | Uwagi                                                                             |
| ------- | ----------- | ---------------------------- | --------------------- | ---------------- | --------------------------------------------------------------------------------- |
|         | Pallad      | Polska                       | wz. 1974 wz. 1983     | ~6500 ~450       | 40 × 47 mm SR.                                                                    |
|         | SBAO-40     | Polska                       | GPBO-40 GSBO-40       | 746/946 160      | 40 × 46 mm SR. Od 2010.                                                           |
|         | Mk.19       | Stany Zjednoczone            | Mk 19 Mod 3           | ~190             | Granatnik automatyczny 40 mm.                                                     |
|         | Daewoo K4   | Korea Południowa             | K4                    | 300              | Granatnik automatyczny 40 mm. Zamówiono kilkaset szt. + 500 tys. szt. amunicji.   |
|         | M72         | Stany Zjednoczone · Norwegia | M72 EC Mk1            | kilkanaście tys. | Granatnik jednorazowy 66 mm.                                                      |
|         | RPG-7       | ZSRR                         | 7-N 7-W 7-WN 7-D 7-DN | ~2000            | Granatnik wielorazowy 40–105 mm.                                                  |
|         | Carl Gustaf | Szwecja                      | M4                    | 6000             | Granatnik wielorazowy 84 mm. Umowa 2024 (6000 wyrzutni + kilkaset tys. granatów). |

### Moździerze
| Zdjęcie | Nazwa                                  | Pochodzenie | Wersja            | Liczba    | Uwagi |
| ------- | -------------------------------------- | ----------- | ----------------- | --------- | --- |
|         | Moździerz LM-60                        | Polska      | LM-60CLM-60D      | 64 530    | 60 mm. |
|         | Moździerz LRM vz. 99 ANTOS             | Czechy      | LRM vz. 99 ANTOS  | Ponad 200 | 60,7 mm. |
|         | Moździerz LMP-2017                     | Polska      | LMP-2017LMP-2017M | 780       | 60,7 mm. W lutym 2022 roku nieujawnioną oficjalnie liczbę moździerzy LMP-2017 przekazano Ukrainie w związku z rosyjską inwazją. |
|         | Moździerz M-98                         | Polska      | M-98I             | 93        | 98 mm. |
|         | Moździerz wz. 38/43Moździerz 2B11 Sani | ZSRR        | wz.38/43wz.2S11   | 13114     | 120 mm. |

### Przenośne przeciwlotnicze zestawy rakietowe. Przeciwpancerne pociski kierowane
| Zdjęcie                                               | Nazwa               | Pochodzenie                | Wersja           | Liczba | Uwagi |
| ----------------------------------------------------- | ------------------- | -------------------------- | ---------------- | ------ | --- |
|                                                       | PPZR Grom           | Polska                     | Grom             | 400    | 72 mm, zasięg: 500 – 5500 m, pułap: 10 – 3500 m.                                                                                       |
|                                                       | PPZR Piorun         | Polska                     | Piorun           | 1020   | 72 mm, zasięg: 400 – 6500 m, pułap: 10 – 4000 m. Umowa 2016 (420 wyrzutni + 1300 pocisków). Aneks 2022 (600 wyrzutni + 3500 pocisków). |
|                                                       | PPK FGM-148 Javelin | Stany Zjednoczone · Polska | FGM-148F Javelin | 110    | 127 mm, zasięg: 65–4750 m. Umowa 2020 (60 wyrzutni + 180 pocisków). Aneks 2023 (50 wyrzutni + 500 pocisków).                           |
| Spike missile launch by Polish 6 Air Assault BDE BLOS | PPK Spike           | Izrael · Polska            | Spike-LR         | 264    | 130 mm, zasięg: 200–4000 m. Umowa 2003 (264 wyrzutni + 2675 pocisków). Aneks 2015 (1000 pocisków). Aneks 2023 (kilkaset pocisków).     |

### Przenośne systemy obserwacyjne/radary pola walki
| Zdjęcie | Nazwa           | Pochodzenie     | Wersja         | Liczba  | Uwagi |
| ------- | --------------- | --------------- | -------------- | ------- | --- |
|         | APDR            | Szwajcaria      | APDR           | 40/110  | Artyleryjski Przyrząd Dalmierczo-Rozpoznawczy (APDR) przeznaczony do obserwacji, wykrywania, rozpoznawania, identyfikowania, lokalizowania i oznaczania współrzędnych celów przez wysuniętych obserwatorów oraz jednostki kontroli powietrznej, jak również inne oddziały wojskowe, w dzień i w nocy. Komplet APDR: dalmierz laserowy Vector 23 ST, goniometr-żyroskop STERNA TNF, wielofunkcyjna lornetka termalna JIM LR ST oraz statyw SST 100-2. Współpracują z systemem ZZKO TOPAZ przy kompanijnych modułach możdzierzy M120 Rak. |
|         | Flexnet UGS     | Szwecja         | Flexnet UGS    | 116/335 | System ma możliwość pokrycia obserwacją rejonu o powierzchni minimum 90 000 m2 lub jednego odcinka drogi o długości minimum 500 metrów bieżących w każdych warunkach terenowych. SSR przewidziany jest do wykorzystania na szczeblu taktycznym przez patrole rozpoznawcze na terenie RP oraz w ramach PKW.. |
|         | AN/PPS-5C MSTAR | Wielka Brytania | MSTAR          | 53      | Radar służy do wykrywania i śledzenia czołgów, transporterów, pojedynczych żołnierzy. Urządzenia są w stanie zlokalizować duże pojazdy z odległości 24 kilometrów, mniejsze – z około piętnastu, a ludzi z siedmiu kilometrów. |
|         | PGSR-3i Beagle  | Węgry           | PGSR-3i Beagle | 111     | Radar pozwala na wykrycie osoby pieszej na dystansie 8 km, a zasięg detekcji dużych pojazdów wynosi 24 km z dokładnością 3 m na każde 3 km. Może być stosowany jako samodzielna jednostka lub działać w sieci radarów, zgodnie z wymogami planu nadzoru. |

### Systemy C4IS/C3IS BMS
| Zdjęcie | Nazwa                                          | Pochodzenie | Wersja       | Uwagi |
| ------- | ---------------------------------------------- | ----------- | ------------ | --- |
|         | System łączności pokładowej FONET              | Polska      |              | Modułowy system łączności FONET zapewnia cyfrową łączność głosową w oparciu o środki łączności będące na wyposażeniu wozu bojowego. Integruje on wyposażenie elektroniczne pojazdu oraz steruje sieciami przewodowymi i radiowymi. Wozy bojowe wyposażone w ten system mogą pracować w zautomatyzowanych systemach dowodzenia lub kierowania ogniem. Zainstalowany został m.in. na wozach Rosomak, czołgach K2, AHS Krab, K239PL |
|         | Zautomatyzowany Zestaw Kierowania Ogniem Topaz | Polska      | Topaz Topaz+ | Zautomatyzowany system dowodzenia i kierowania ogniem artylerii.Umożliwia skrócenie czasu reakcji ogniowej, automatyzację określania nastaw do prowadzenia ognia, zautomatyzowany obieg informacji rozpoznawczych i zapewnienie świadomości sytuacyjnej. Topaz wdrożono na armatohaubicach 2S1 Gożdzik, wz. 1977 Dana, AHS Krab, AHS K9, M120 Rak, oraz wyrzutniach rakietowych WR-40 Langusta, K239PL                           |
|         | BMS SitaWare Frontline                         | Dania       |              | System BMS SitaWare Frontline służy do dowodzenia batalionami czołgów Abrams M1A1 FEP, M1A2 SEPv3 oraz wozów zabezpieczenia technicznego M88 Hercules |
|         | HMS C3IS Jaśmin                                | Polska      |              | C3IS Jaśmin to zautomatyzowany system zarządzania polem walki, na poziomie operacyjno – taktycznym.Umożliwia m.in. tworzenie połączonego obrazu sytuacji operacyjnej, oraz szybką wymianę informacji w sposób automatyczny i zagwarantowany przez ustandaryzowane w NATO protokoły komunikacji. |

## Pojazdy bojowe

### Kołowe transportery opancerzone. Bojowe wozy piechoty
| Zdjęcie | Nazwa       | Pochodzenie        | Wersja                         | Liczba            | Uwagi |
| ------- | ----------- | ------------------ | ------------------------------ | ----------------- | --- |
|         | KTO Rosomak | Finlandia · Polska | SM3Hitfist-30ZSSW-30ZSSW-30(L) | 983135921/1280/80 | Rosomak: dmc 22,5 t, wieża Hitfist-30P (armata Mk 44 Bushmaster 30 mm) lub ZSSW-30 (armata Mk 44/S Bushmaster II 30 mm, 2 x wyrzutnia PPK Spike), załoga 3 + 8, pływający. Rosomak-L: modernizacja Rosomak, m.in. dmc 25,5 t, przedłużona rama/kadłub o 40/60 cm (> nośność, wyporność i opancerzenie), nowy ukł. napędowy i rampa/tył. |
|         | BWP Borsuk  | Polska             | ZSSW-30                        | 5/116             | Dmc 28 t, wieża ZSSW-30 (armata Mk 44/S Bushmaster II 30 mm, 2 x wyrzutnia PPK Spike), załoga 3 + 6, zawieszenie hydropneumatyczne, pływający. Umowy na 5 + 111 szt.; dostawy 2025-2028. |
|         | BWP-1       | ZSRR · Polska      | BWP-1BWP-1D                    | 1104              | Dmc 13,2 t, wieża (armata 2A28 Grom 73 mm), załoga 3 + 8, pływający. Docelowo będą wycofane i/lub przekazane Ukrainie. |

### Czołgi
| Zdjęcie | Nazwa            | Pochodzenie               | Wersja              | Liczba      | Uwagi |
| ------- | ---------------- | ------------------------- | ------------------- | ----------- | --- |
|         | K2 Black Panther | Korea Południowa · Polska | K2GF K2PL           | 151/2960/64 | K2GF: dmc 56 t, armata CN08 (120 mm, L/55), automat ładowania, załoga 3, zawieszenie hydropneumatyczne. K2PL: modernizacja K2GF, m.in. dmc 61,5 t, > opancerzenie boków wieży/kadłuba, ZSMU, system APS hard-kill, system antydronowy (zagłuszarka), system obserwacji dookólnej. |
|         | Leopard 2        | Niemcy · Polska           | 2NJ 2A4 2A5 2PL/M1  | 24610582    | 2A4: dmc 55,2 t, przekazano Ukrainie 14 szt. 2A5: dmc 59,5 t. 2PL/M1: modernizacja 2A4, m.in. dmc 59,2 t, armata Rh-120 (120 mm, L/44), załoga 4, > opancerzenie wieży, remont generalny (zerowy przebieg), APU 17 kW.                                                            |
|         | M1 Abrams        | Stany Zjednoczone         | M1A1 FEP M1A2 SEPv3 | 116 47/250  | M1A1 FEP: dmc 61,3 t, używane z US (remont generalny, zerowy przebieg). M1A2 SEPv3: dmc 66,8 t, armata M256 (120 mm, L/44), załoga 4, izolowane magazyny amunicji. |
|         | T-72             | ZSRR · Polska             | T-72M1T-72M1R       | 111         | Dmc 41,5 t, armata 2A46M (125 mm, L/48), automat ładowania, załoga 3. Docelowo będą wycofane i/lub przekazane Ukrainie (~290 szt.). |
|         | PT-91 Twardy     | Polska                    | PT-91PT-91MPT-91MA1 | 1227113     | Dmc 45,9 t, armata 2A46M (125 mm, L/48), automat ładowania, załoga 3. Docelowo będą wycofane i/lub przekazane Ukrainie (~80 szt.). |

### Artyleria lufowa
| Zdjęcie | Nazwa         | Pochodzenie             | Wersja           | Liczba       | Uwagi |
| ------- | ------------- | ----------------------- | ---------------- | ------------ | --- |
|         | M120 Rak      | Polska                  | M120K            | 124          | Moździerz samobieżny, 120 mm, L/25. |
|         | 2S1 Goździk   | ZSRR · Polska           | 2S12S1M2S1T      | ~240         | Armatohaubica samobieżna (AHS), 122 mm, L/35. Docelowo będą wycofane i/lub przekazane Ukrainie. Następca: AHS Krab i K9. |
|         | wz. 1977 Dana | Czechosłowacja · Polska | DanaDana-TDana-M | ~120         | Armatohaubica samobieżna (AHS), 152 mm, L/36. Docelowo będą wycofane i/lub przekazane Ukrainie. Następca: AHS Kryl. |
|         | K9 Thunder    | Korea Południowa        | K9A1K9PL         | 180/2180/146 | Armatohaubica samobieżna (AHS), 155 mm, L/52. K9PL to K9A1 w wersji PL: ZZKO Topaz, łączność Fonet, system Obra, przeciwpożarowy i przeciwwybuchowy, filtrowentylacyjny. Umowy na 212 + 6 szt. K9A1 oraz 146 szt. K9PL. |
|         | AHS Krab      | Polska                  | KrabKrab 2       | 26/1640/48   | Krab: Armatohaubica samobieżna (AHS), 155 mm, L/52. Przekazano Ukrainie 54 szt. Krab 2: modernizacja Krab, m.in. automat ładowania (pociski i ładunki), ZSSU-12,7 (WKM-B), C-Obra (Rheinmetall ROSY), SOD-1 ATENA. Umowy na 212 szt.; dostawy: 34 szt. (2025), 32 szt. (2026), 48 szt. (2027), 48 szt. (2028), 24 szt. (2029) |

### Artyleria rakietowa
| Zdjęcie | Nazwa          | Pochodzenie               | Wersja         | Liczba  | Uwagi |
| ------- | -------------- | ------------------------- | -------------- | ------- | --- |
|         | BM-21 Grad     | ZSRR                      | BM-21          | 92      | Wieloprowadnicowa wyrzutnia rakietowa (WWR): pociski niekierowane M-21OF (40 × 122 mm). Docelowo będą wycofane i/lub przekazane Ukrainie.                                                                                           |
|         | RM-70          | Czechosłowacja            | RM-70/85       | 29      | Wieloprowadnicowa wyrzutnia rakietowa (WWR): pociski niekierowane M-21OF (40 × 122 mm). Docelowo będą wycofane i/lub przekazane Ukrainie.                                                                                           |
|         | WR-40 Langusta | Polska                    | WR-40 Langusta | 75      | Wieloprowadnicowa wyrzutnia rakietowa (WWR): pociski niekierowane Feniks-Z (40 × 122 mm, ~40 km). Wersja PL (głęboka modernizacja) BM-21 Grad: podwozie Jelcz 6x6, ZZKO Topaz, łączność Fonet.                                      |
|         | M142 HIMARS    | Stany Zjednoczone         | M142           | 20      | Wieloprowadnicowa wyrzutnia rakietowa (WWR): pociski kierowane GMLRS (6 × 227 mm, ~90 km), ATACMS (1 × 610 mm, ~300 km). Wersja US: podwozie Oshkosh 6x6. Docelowo będą PL: podwozie Jelcz 6x6, ZZKO Topaz, łączność Fonet.         |
|         | K239 Chunmoo   | Korea Południowa · Polska | K239PL Homar-K | 144/290 | Wieloprowadnicowa wyrzutnia rakietowa (WWR): pociski niekierowane Feniks-Z (40 × 122 mm, ~40 km); kierowane CGR-080 (12 × 239 mm, ~80 km), CTM290 (2 × 600 mm, ~290 km). Wersja PL: podwozie Jelcz 8x8, ZZKO Topaz, łączność Fonet. |

### Wozy patrolowe i rozpoznawcze
| Zdjęcie | Nazwa             | Pochodzenie                    | Wersja                                                           | Liczba | Uwagi |
| ------- | ----------------- | ------------------------------ | ---------------------------------------------------------------- | ------ | --- |
|         | LPU Wirus 4       | Polska                         | LPU Wirus 4 Żmija                                                | 118    | Lekki pojazd uderzeniowy (LPU), dmc 2,6 t. |
|         | Honker Skorpion-3 | Polska                         | Honker Skorpion-3                                                | 90     | Lekki pojazd patrolowy (LPP), dmc 2,6 t. |
|         | HMMWV             | Stany Zjednoczone              | Tumak-2Tumak-3                                                   | 9660   | High-mobility multipurpose wheeled vehicle (HMMWV), dmc 3,9 t. |
|         | KLTV              | Korea Południowa · Polska      | K153 Legwan                                                      | 15/385 | Kia light tactical vehicle (KLTV). K153: lekki pojazd rozpoznawczy (LPR), dmc 5,7 t. Umowa 2023, dostawy 2024-2030. Docelowo produkcja na licencji w Rosomak S.A.; zapotrzebowanie >3000 szt. w kilku wersjach. Zastąpi: m.in. UAZ, Honker, HMMWV; ogniwo pośrednie między Ford Ranger (dmc 3,5 t) a Waran 4x4 (dmc 18 t). |
|         | BRDM-2            | ZSRR · Polska                  | BRDM-2BRDM – 2ABRDM – 2B/2BFBRDM-2 M96/M97BRDM-2M-98BRDM-2M-96ik | 237    | Bronirowannaja razwiedywatielno-dozornaja maszyna (BRDM), dmc 7 t, pływający. Następca: AMZ Bóbr-3. |
|         | BWR-1             | ZSRR · Czechosłowacja · Polska | BWR-1DBWR-1S                                                     | 2216   | Bojowy wóz rozpoznawczy (BWR), dmc 13,5 t, pływający. |
|         | Oshkosh M-ATV     | Stany Zjednoczone              | M1240A1                                                          | 79     | MRAP-all terrain vehicle (M-ATV), dmc 14,7 t. |
|         | AMZ Bóbr-3        | Polska                         | AMZ Bóbr-3 Kleszcz                                               | 2/286  | Lekki opancerzony transporter rozpoznawczy (LOTR), dmc 15,6 t, pływający. Umowa ramowa 2024, dostawy 2025-2035. |
|         | Cougar            | Stany Zjednoczone              | Cougar H 4×4                                                     | 300    | Mine resistant ambush protected (MRAP), dmc 17,2 t. |
|         | KTO Rosomak       | Polska                         | AWR                                                              | 1/31   | Artyleryjski wóz rozpoznawczy (AWR), dmc ~20 t, pływający. |
|         | KTO Rosomak       | Polska                         | WSRiD                                                            | 2      | Wielosensorowy system rozpoznania i dozoru (WSRiD), dmc ~20 t, pływający. |
|         | KTO Rosomak       | Polska                         | WRE                                                              | 2      | Wóz rozpoznania elektronicznego (WRE), dmc ~20 t, pływający. |

### Systemy dowodzenia i łączności
| Zdjęcie     | Nazwa       | Pochodzenie       | Wersja                                   | Liczba    | Uwagi |
| ----------- | ----------- | ----------------- | ---------------------------------------- | --------- | --- |
|             | MMSD        | Polska            |                                          | 160/316   | Mobilne Moduły Stanowisk Dowodzenia szczebla oddziału/pododdziału. System składa się z samochodu Jelcz P662D.43 z kabiną dwuosobową, rozkładanego kontenera 15 stopowego do pracy oraz modułu technicznego. |
|             | Humvee      | Stany Zjednoczone | Tumak-6                                  | 9         | Wóz dowodzenia |
|             | M113        | Stany Zjednoczone | M577                                     | 6/12      | Wóz dowódczo-sztabowy |
|             | LPG         | Polska            | WDWDSz                                   | 29/467/10 | Wóz dowodzenia / dowódczo-sztabowy |
|             | Rosomak WD  | Polska            | WD                                       | 17        | Wóz dowodzenia |
| Rosomak AWD | Rosomak AWD | Polska            | AWD                                      | 61        | Artyleryjski wóz dowodzenia |
|             | Waran       | Polska            | WD                                       | 5/20      | Wóz dowodzenia modułu ogniowego Gladius |
|             | Jelcz P662  | Polska            |                                          |           | Węzeł teleinformatyczny systemu "Jaśmin" |
|             | RWŁC-10/T   | Polska            | RWŁC-10/T                                | 53        | Ruchomy węzeł łączności cyfrowej |
|             | ADK-11      | Polska            | ADK-11                                   |           | Wóz dowódczo-sztabowy |
|             | ZWDSz       | Polska            | ZWDSz-1ZWDSz-2                           |           | Wóz dowodzenia |
|             | IRYS 2000   | Polska            | ZWD-1ZWD-2ZWD-3                          | 1 100     | System wymiany danych |
|             | Łowcza/Rega | Polska            | ZWD-10R Łowcza-3ZWD-10K Łowcza-3KWD-2001 | 3 21      | System dowodzenia obroną przeciwlotniczą |
|             | PKK         | Polska            | PKK-S                                    | 95        | Polowa Kancelaria Kryptograficzna |
|             | WWK-10/C    | Polska            | WWK-10/C                                 | 32        | Węzłowy Wóz Kablowy |

### Stacje radiolokacyjne/Systemy walki elektronicznej
| Zdjęcie | Nazwa        | Pochodzenie       | Wersja               | Liczba      | Uwagi                                                           |
| ------- | ------------ | ----------------- | -------------------- | ----------- | --------------------------------------------------------------- |
|         | GCA-2000     | Stany Zjednoczone | GCA-2000/M           | 3           |                                                                 |
|         | NUR-21       | Polska            | NUR-21M/MK „Daniela” | 17          | Stacja radiolokacyjna.                                          |
|         | NUR-22       | Polska            | NUR-22 „Izabela”     | 8           | Stacja radiolokacyjna.                                          |
|         | NUR-31       | Polska            | NUR-31 „Justyna”     | Brak danych | Stacja radiolokacyjna.                                          |
|         | NUR-41       | Polska            | NUR-31 „Bożena”      | Brak danych | Stacja radiolokacyjna.                                          |
|         | ZDPSR Soła   | Polska            | ZDPSR Bystra         | 7           |                                                                 |
|         | ZDPSR Bystra | Polska            | ZDPSR Bystra         | 8/38        |                                                                 |
|         | RZRA Liwiec  | Polska            | RZRA Liwiec          | 10          |                                                                 |
|         | Breń-2       | Polska            | Breń-2               | Brak danych |                                                                 |
|         | Przebiśnieg  | Polska            | Przebiśnieg          | 2 zestawy   |                                                                 |
|         | MZRiASR      | Polska            | MZRiASR              | Brak danych | Mobilny Zestaw Rozpoznania i Analizy Sygnałów Radiolokacyjnych. |
|         | Kaktus       | Polska            | MO                   | 1zestaw     |                                                                 |

### Samobieżne wyrzutniepocisków przeciwpancernych
| Zdjęcie | Nazwa  | Pochodzenie       | Wersja          | Liczba | Uwagi                               |
| ------- | ------ | ----------------- | --------------- | ------ | ----------------------------------- |
|         | Humvee | Stany Zjednoczone | Tumak-5         | 18     | Uzbrojony w wyrzutnię PPK Spike-LR. |
|         | BRDM-2 | ZSRR              | 9P133 Malutka-P | 27     | Następca: Ottokar Brzoza.           |

### Uzbrojenie przeciwlotnicze
| Zdjęcie | Nazwa       | Pochodzenie              | Wersja                                  | Liczba                                   | Uwagi |
| ------- | ----------- | ------------------------ | --------------------------------------- | ---------------------------------------- | --- |
|         | ZU-23-2     | ZSRR · Polska            | ZU-23-2ZUR-23-2S JodZUR-23-2KG Jodek-G  | ~250~100~50                              | 23 mm armata przeciwlotnicza |
|         | Hibneryt    | Polska                   | HibnerytHibneryt-KGHibneryt-PHibneryt-3 | ~70                                      | 23 mm armata przeciwlotnicza |
|         | ZSU-23-4    | ZSRR · Polska            | ZSU-23-4MP Biała                        | 28                                       | Samobieżny zestaw czterech sprzężonych 23 mm armat przeciwlotniczych                                                                 |
|         | 2K12 Kub    | ZSRR                     | 2K12M KUB-M                             | 20                                       | Przeciwlotniczy zestaw rakietowy krótkiego zasięgu                                                                                   |
|         | 9K33 Osa    | ZSRR · Polska            | 9K33M2 Osa-AK9K33M2 Osa-AKM9K33M2 Osa-P | 64                                       | Przeciwlotniczy zestaw rakietowy krótkiego zasięgu                                                                                   |
|         | SPZR Narew  | Polska · Wielka Brytania | CAMM                                    | 2 jednostki ogniowe 6 wyrzutni iLauncher | Przeciwlotniczy system rakietowy krótkiego zasięgu. Zamówiono łącznie 23 baterie systemu Narew dla Wojsk Lądowych i Sił Powietrznych |
|         | SPZR Poprad | Polska                   | SPZR Poprad Żubr P                      | 77                                       | Przeciwlotniczy zestaw rakietowy bardzo krótkiego zasięgu                                                                            |

## Sprzęt ciężki i logistyka

### Wozy zabezpieczenia technicznego
| Zdjęcie | Nazwa                                                            | Pochodzenie       | Wersja   | Liczba | Uwagi                                                        |
| ------- | ---------------------------------------------------------------- | ----------------- | -------- | ------ | ------------------------------------------------------------ |
|         | M88 Hercules                                                     | Stany Zjednoczone | M88A2    | 12/38  | Umowy na 38 szt. (12 szt. z M1A1 FEP, 26 szt. z M1A2 SEPv3). |
|         | WZT-2                                                            | Polska            | WZT-2    | 40     |                                                              |
|         | WZT-3                                                            | Polska            | WZT-3M   | 29     |                                                              |
|         | Bergepanzer 2                                                    | RFN               | A2       | 28     |                                                              |
|         | WPT Mors                                                         | Polska            | WPT Mors | 74     |                                                              |
|         | Rosomak WRT                                                      | Polska            | WRT      | 34/45  |                                                              |
|         | Ciężki Kołowy Pojazd Ewakuacji i Ratownictwa Technicznego Hardun | Szwecja · Polska  | WZT      | 27     |                                                              |

### Wozy amunicyjne/wsparcia logistycznego
| Zdjęcie | Nazwa                                     | Pochodzenie      | Wersja              | Liczba | Uwagi |
| ------- | ----------------------------------------- | ---------------- | ------------------- | ------ | --- |
|         | Artyleryjski Wóz Amunicyjny               | Polska           | AWA                 | 46     | |
|         | Wóz Amunicyjny                            | Polska           | WA                  | 20/31  | |
|         | Wóz Amunicyjny                            | ZSRR             | BAZ-5939            |        | Transporter załadowczy systemu przeciwlotniczego 9K33 Osa |
|         | Warsztat Remontu Uzbrojenia i Elektroniki | Polska           | WRUiE               | 4/6    | |
|         | Artyleryjski Wóz Remontu Uzbrojenia       | Polska           | AWRU                | 16     | |
|         | Mobline Warsztaty                         | Polska           | Star 266 /266M2     |        | Specjalistyczne mobline warsztaty służb technicznych. Warsztat Służby Czołgowo Samochodowej. Warsztat Obsługi Pojazdów (WOP). Warsztat Spawalniczo Blacharski (WSB). Polowa Stacja Ładowania Akumulatorów (PSŁA). Ruchomy Warsztat Sprzętu Inżynieryjnego. Ruchomy Warsztat Sprzętu Przeciwchemicznego (RWSPCH-72M1). Warsztat Służby Uzbrojenia i Elektroniki. Ruchomy Warsztat Elektrotechniczny (RWEM). |
|         | Cysterna                                  | Polska           | Jelcz 662D.35 CD-10 |        | [ 113 ] |
|         | Cysterna                                  | Szwecja · Polska | Scania P460 CD-10   | 49/264 | Pierwsze dostawy cystern na podwozi Scani na podstawie umowy z grudnia 2022 roku. W 2024 roku podpisaną kolejną umowę na dostawę łącznie 215 szt z opcją na kolejne 105 szt z terminem realizacji w latach 2026-2028. |

### Sprzęt Chemiczny
| Zdjęcie | Nazwa       | Pochodzenie   | Wersja            | Liczba      | Uwagi                                                             |
| ------- | ----------- | ------------- | ----------------- | ----------- | ----------------------------------------------------------------- |
|         | BRDM-2      | ZSRR · Polska | BRDM-2RSBRDM-2RSM | Brak danych | Transporter rozpoznania chemicznego.                              |
|         | IRS-2       | Polska        | IRS-2IRS-2M       | ?/42        | Instalacja rozlewcza.                                             |
|         | AOAS Hermes | Polska        | AOAS Hermes       | 13          | Aparatownia Obliczeniowo-Analityczna Skażeń Zabudowa kontenerowa. |
|         | PRB         | Polska        | PRB               | 7           | Pojazd Rozpoznania Biologicznego. Na podwozu Jelcz 442.32.        |

### Sprzęt inżynieryjny
| Zdjęcie | Nazwa                       | Pochodzenie       | Wersja                          | Liczba      | Uwagi                                                           |
| ------- | --------------------------- | ----------------- | ------------------------------- | ----------- | --------------------------------------------------------------- |
|         | Amfibia PTS                 | ZSRR              | PTS-M                           | 282         | Gąsienicowy transporter plywający                               |
|         | TRI                         | Polska            | TRI HorsTRI-D Durian            | 90          | Transporter Rozpoznania Inzynieryjnego                          |
|         | MID                         | Polska            | MIDMID-M                        | 81          | Maszyna inzynieryjno-drogowa                                    |
|         | Trał przeciwminowy Bożena 4 | Słowacja · Polska | Bożna 4                         | 14          | Trał przeciwminowy                                              |
|         | ISM Kroton                  | Polska            | ISM Kroton                      | 6           | Samobieżny ustawiacz min                                        |
|         | Baobab-K                    | Polska            | Baobab-K                        | 0/24        | Pojazd minowania narzutowego                                    |
|         | UBM                         | Stany Zjednoczone | (UBM) Ultimate Building Machine |             | Umożliwia szybkie wznoszenie m.in. hangarów, garaży, magazynów. |
|         | Hesco                       | Wielka Brytania   | MIL-1G MIL-3G                   |             | Zestaw rozbudowy fortyfikacyjnej.                               |
|         | SŁ-34                       | Polska            | SŁ-34BSŁ-34C                    | ~28         | Spycharko-Ładowarka                                             |
|         | K-407C                      | Polska            | K-407B K-407C                   | Brak danych | Koparka                                                         |
|         | Koparkoładowarka 9.50M      | Polska            | UMI 9.50                        | 75/99>      | Spycharko-Ładowarka                                             |
|         | UDS 214.3                   | Polska · Szwecja  | UDS 214.3                       | 1/36        | Koparka, podwozie Scania 8x8.                                   |
|         |                             | Wielka Brytania   | JCB 3CX Pro JCB 4CX Pro         | 108         | Spycharko-Ładowarka                                             |

### Mosty Towarzyszące
| Zdjęcie | Nazwa                      | Pochodzenie       | Wersja           | Uwagi | |
| ------- | -------------------------- | ----------------- | ---------------- | ----- | --- |
|         | BLG-67                     | Polska            | BLG-67M2         | ~100  | Most towarzyszący, podwozie T-55, dmc zestawu 40,3 t, przęsło nośność 50 t. Następca: MG-20 Daglezja na podwoziu gąsienicowym K2. |
|         | Biber                      | RFN               | Biber            | 6     | Most towarzyszący, podwozie Leopard 1, dmc zestawu 45,3 t, przęsło nośność 55 t. Następca: MG-20 Daglezja na podwoziu gąsienicowym K2. |
|         | MS-20 Daglezja             | Polska            | MS-20 Daglezja-S | 12/55 | MG-20 Daglezja-G: most towarzyszący, podwozie T-72/Krab/K2 (w opracowaniu), dmc zestawu ? t, przęsło PM-20, nośność MLC85/133. MS-20 Daglezja-S: most towarzyszący, podwozie Jelcz 6x6 (naczepa), dmc zestawu 48 t, przęsło PM-20, nośność MLC85/133. |
|         | M1074 Joint Assault Bridge | Stany Zjednoczone | M1110 JAB        | 25    | M1074: most towarzyszący, podwozie M1A1, dmc zestawu 62,3 t, przęsło Armored Vehicle Launched Bridge (AVLB), nośność MLC95. M1110: modernizacja M1074, przęsło Heavy Assault Scissor Bridge (HASB), nośność MLC115.                                   |

### Mosty Pontonowe
| Zdjęcie | Nazwa        | Pochodzenie    | Wersja     | Uwagi        | |
| ------- | ------------ | -------------- | ---------- | ------------ | --- |
|         | PP-64 Wstęga | Polska         | PP-64      | ?            | Park pontonowy. Docelowo będą wycofane i/lub przekazane Ukrainie. Następca: Daglezja-P. |
|         | Daglezja-P   | Francja Polska | Daglezja-P | ?/9 zestawów | Park pontonowy, podwozie Jelcz 6x6 (naczepa), dmc zestawu ? t, przęsło Pont Flottant Motorisé (PFM), nośność MLC70/96. 1 zestaw: m.in. 12 x Jelcz 6x6 (naczepa), 8 x blok pontonowy, 4 x rampa najazdowa, wyposażenie. |

### Sprzęt saperski
| Zdjęcie | Nazwa    | Pochodzenie     | Wersja | Liczba | Uwagi                                               |
| ------- | -------- | --------------- | ------ | ------ | --------------------------------------------------- |
|         | Balsa    | Polska          |        | 53     | Lekki Robot Rozpoznawczy                            |
|         | RPP      | Polska          |        | 35     | Robot Patrolowo-Przenośny. Robot Inżynieryjny 1806. |
|         | Honker   | Polska          |        |        | Pojazd saperski                                     |
|         | Topola-S | Włochy · Polska |        | 44     | Pojazd saperski                                     |

### Sprzęt sanitarny
| Zdjęcie | Nazwa       | Pochodzenie                | Wersja                | Liczba | Uwagi                                                     |
| ------- | ----------- | -------------------------- | --------------------- | ------ | --------------------------------------------------------- |
|         | Humvee      | Stany Zjednoczone          | Tumak-7               | 3      | Sanitarka na podwoziu nieopancerzonego pojazdu 4×4        |
|         | Honker      | Polska                     | Tarpan S              |        | Sanitarka na podwoziu nieopancerzonego pojazdu 4×4        |
|         | SCAM        | Włochy · Polska            | SCAM SM-50 SCAM SM-55 | 16 46  | Sanitarka na podwoziu nieopancerzonego pojazdu 4×4        |
|         | IVECO       | Włochy · Polska            | Iveco 40-10WM         | 94     | Sanitarka na podwoziu nieopancerzonego pojazdu 4×4        |
|         | IVECO       | Włochy · Polska            | Iveco MUV70W18E       | 97/145 | Sanitarka na podwoziu nieopancerzonego pojazdu 4x4        |
|         | KTO Rosomak | Finlandia · Polska         | Rosomak WEM           | 51/78  | Sanitarka na podwoziu opancerzonego kołowego KTO Rosomak. |
|         | KTO Ryś     | Polska                     | Ryś MED               | 4      | Sanitarka na podwoziu opancerzonego kołowego KTO Ryś      |
|         | M113        | Stany Zjednoczone · Niemcy | M113G2 Krkw Gep       | 16     | Sanitarka na podwoziu opancerzonego gąsienicowego M113.   |

### Samochody terenowe i quady / Samochody użytkowe
| Zdjęcie | Nazwa                  | Pochodzenie              | Wersja                                               | Liczba      | Uwagi                                                                              |
| ------- | ---------------------- | ------------------------ | ---------------------------------------------------- | ----------- | ---------------------------------------------------------------------------------- |
|         | Arctic Cat             | Stany Zjednoczone        | Arctic Cat 400 4×4                                   | Brak danych | Quad                                                                               |
|         | Polaris Sportsman      | Stany Zjednoczone        | Sportsan X2 800EF                                    | Brak danych | Quad                                                                               |
|         | Bombardier Outlander   | Kanada                   | Bombardier Outlander 650                             | Brak danych | Quad                                                                               |
|         | Honda                  | Japonia                  | TRX-300 FW                                           | Brak danych | Quad                                                                               |
|         | PWA AERO               | Polska                   | PWA Aero                                             | 80          | Samochód terenowy wojsk aeromobilnych. W komplecie ze 120 przyczepami specjalnymi. |
|         | Honker                 | Polska                   | Tarpan Honker Honker 2324 Honker 2000 Honker 2000 2N | ~1500       | samochód terenowy                                                                  |
|         | Ford Ranger            | Stany Zjednoczone        | XLT                                                  | ~1034       | samochód terenowy                                                                  |
|         | Mercedes               | Austria · RFN / · Niemcy | 90 GD 290 GD Wolf/290 GD WD 280 CDI                  | 96/25       | samochód terenowy                                                                  |
|         | Land Rover Defender    | Wielka Brytania          | Rover Defender 110                                   | 10          | samochód terenowy                                                                  |
|         | Humvee                 | Stany Zjednoczone        | Tumak-4                                              | 31          | samochód terenowy                                                                  |
|         | Volkswagen Transporter | Niemcy                   | Volkswagen Transporter                               | 267         | samochód użytkowy                                                                  |
|         | Volkswagen Crafter     | Niemcy                   | Volkswagen Crafter                                   | Brak danych | samochód użytkowy                                                                  |
|         | MAN TGE                | Niemcy                   | Brak danych                                          | 134         | samochód użytkowy                                                                  |

### Ciężarówki
| Zdjęcie | Nazwa           | Pochodzenie       | Wersja | Liczba                          | Uwagi |
| ------- | --------------- | ----------------- | --- | ------------------------------- | ----- |
|         | Unimog          | RFN / · Niemcy    | U 1300 L | 69                              |       |
|         | Star            | Polska / · Polska | Star 266/M/M2 Star 660M/M2/M3 Star 944K/D Star 744 Star 1466                                                            | ~13 422 1851 74                 |       |
|         | Jelcz           | Polska / · Polska | Jelcz 442.32 Jelcz P662.34/43 P662D.34/35 P662D.43 P842D.34/D.35 P862D.43 P882D.43/D.53 C642D.34/D.35 C662D.43 P662D.35 | 1480 274 313 111 8 214 10 109 4 |       |
|         | Daimler Benz    | RFN / · Niemcy    | DB 1017 A | 211                             |       |
|         | KrAZ            | ZSRR              | 255B |                                 |       |
|         | Ural            | ZSRR              | 375D |                                 |       |
|         | Volvo FM        | Szwecja           | FM | 78                              |       |
|         | Iveco Eurocargo | Włochy            | ML160E25 | 309                             |       |
|         | Iveco Stralis   | Włochy            | AT260S36YP | 83                              |       |
|         | Iveco Trakker   | Włochy            | AD380T41 | 9                               |       |

### Zestawy niskopodwoziowe
| Zdjęcie | Nazwa                | Pochodzenie     | Wersja                                     | Liczba         | Uwagi                                                                                            |
| ------- | -------------------- | --------------- | ------------------------------------------ | -------------- | ------------------------------------------------------------------------------------------------ |
|         | Jak                  | Polska          | Jelcz 882.62 8×8 ST775-20W                 | 23 zestawy     | Zestaw do przewozu ciężkiej techniki wojskowej. W 2024 zakupiono kolejne kilkadziesiąt zestawów. |
|         | Iveco EuroTrakker    | Włochy          | MP720E48WT MP720T50WT                      | 59             | Zestaw do przewozu ciężkiej techniki wojskowej                                                   |
|         | SLT 50               | Niemcy          | SLT 50 – 2                                 | 6              | Zestaw do przewozu ciężkiej techniki wojskowej                                                   |
|         | Mercedes-Benz Zetros | Niemcy · Polska | Mercedes-Benz Zetros 3348 AS 6x6 ST775-20W | 22/31 zestawów | Zestaw do przewozu ciężkiej techniki wojskowej                                                   |
|         | Mercedes-Benz Actros | Niemcy · Polska | Mercedes-Benz Actros 3353 AS 6x6           | 31             | Zestaw do przewozu ciężkiej techniki wojskowej                                                   |

### Bezzałogowe Drony Lądowe
| Zdjęcie | Nazwa           | Pochodzenie       | Wersja                 | Liczba      | Uwagi                                          |
| ------- | --------------- | ----------------- | ---------------------- | ----------- | ---------------------------------------------- |
|         | Robot Expert    | Polska            | Robot Expert           | Brak danych | Bezzałogowy pojazd do rozminowywania           |
|         | Robot Inspektor | Polska            | Robot Inspektor        | Brak danych | Bezzałogowy pojazd do rozminowywania           |
|         | Robot Talon IV  | Stany Zjednoczone | Robot Talon IV         | Brak danych | Bezzałogowy pojazd do rozminowywania           |
|         | Balsa           | Polska            | Engineering robot 1507 | 53          | Bezzałogowy pojazd rozpoznawczy                |
|         | RPP             | Polska            | Engineering robot 1806 | 52          | Bezzałogowy pojazd inżynieryjny                |
|         | Robot Tarantula | Polska            | Robot Tarantula        | 0/96        | Mobilny Bezzałogowy Pojazd Rozpoznawczy (MBPR) |

## Lotnictwo Wojsk Lądowych

### Śmigłowce
| Zdjęcie | Nazwa         | Pochodzenie            | Wersja                                                              | Liczba   | Uwagi |
| ------- | ------------- | ---------------------- | ------------------------------------------------------------------- | -------- | --- |
|         | Mi-2          | ZSRR · Polska          | Brak danych                                                         | 41       | Śmigłowiec wielozadaniowy.                                                                                                |
|         | PZL W-3 Sokół | Polska                 | W-3W SokółW-3WA SokółW-3PL GłuszecW-3AE SokółW-3A PSOTW-3RR Procjon | 10137213 | Śmigłowiec wielozadaniowy.                                                                                                |
|         | AW149         | Włochy Wielka Brytania | AW149                                                               | 8/32     | Śmigłowiec wielozadaniowy.                                                                                                |
|         | Mi-8 Mi-17    | ZSRR · Rosja           | Mi-8TMi-8PSMi-17-1V Mi-17AE                                         | 1318 2   | Śmigłowiec wielozadaniowy. Następca: AW101 lub/i CH-47.                                                                   |
|         | AH-64         | Stany Zjednoczone      | AH-64D AH-64E                                                       | 3/8 0/96 | Śmigłowiec szturmowy. AH-64D: leasing 8 szt. (używane, do szkolenia). AH-64E: umowa na 96 szt. (nowe); dostawy 2028-2032. |
|         | Mi-24         | ZSRR                   | Mi-24DMi-24W                                                        | 14       | Śmigłowiec szturmowy. Następca: AH-64.                                                                                    |

### Bezzałogowe statki powietrzne (UAV)
| Zdjęcie | Nazwa               | Pochodzenie | Wersja      | Liczba        | Uwagi |
| ------- | ------------------- | ----------- | ----------- | ------------- | --- |
|         | FlyEye              | Polska      | 3.0-3.6     | 68 zestawów   | Bezzałogowy statek powietrzny bliskiego rozpoznania. 1 zestaw: m.in. 4 x UAV, naziemna stacja kontroli.                  |
|         | Aeronautics Orbiter | Izrael      | 2B          |               | Bezzałogowy statek powietrzny bliskiego rozpoznania.                                                                     |
|         | Gladius             | Polska      | FT5 BSP-U   | 1/4 zestawów  | System poszukiwawczo-uderzeniowy Gladius.                                                                                |
|         | BSP Wizjer          | Polska      | NeoX 2 Duch | 2/25 zestawów | Bezzałogowy statek powietrzny bliskiego rozpoznania. 1 zestaw: m.in. 4 x UAV, naziemna stacja kontroli, terminal danych. |